# Promeces fulleborni
Promeces fulleborni là một loài bọ cánh cứng trong họ Cerambycidae.